# Tusti Vrh
Tusti Vrh je naselje u Hrvatskoj u sastavu općine Skrada. Nalazi se u Primorsko-goranskoj županiji.

## Zemljopis
Zapadno je Planina Skradska, jugozapadno je Skrad, južno-jugoistočno je Veliko Selce, jugoistočno je Malo Selce i Brezje Dobransko, istočno-sjeveroistočno je Gornja Dobra, sjeveroistočno su Sleme Skradsko i Bukovac Podvrški, sjeverozapadno su Gorica Skradska i Pucak.

## Stanovništvo
| broj stanovnika | 45    | 41    | 35    | 49    | 56    | 55    | 47    | 45    | 44    | 45    | 40    | 36    | 33    | 24    | 24    | 18    | 16    |
|                 | 1857. | 1869. | 1880. | 1890. | 1900. | 1910. | 1921. | 1931. | 1948. | 1953. | 1961. | 1971. | 1981. | 1991. | 2001. | 2011. | 2021. |